# Noche de guerra en el Museo del Prado
Noche de guerra en el Museo del Prado es una obra de teatro de Rafael Alberti escrita en 1956 perteneciente a la tercera etapa de su trayectoria poética.

## Argumento
Ambientada en el mes de noviembre de 1936, en plena guerra civil española, los milicianos defensores de la República se aprestan a trasladar los cuadros más famosos del Museo del Prado a los sótanos de las instalaciones para protegerlos de los bombardeos. Se hace una semblanza de las piezas más célebres. Súbitamente, los personajes del Tres de mayo, el célebre cuadro de Francisco de Goya cobran vida y se disponen a levantar una barricada en su propia defensa..
Otros personajes se van sumando, como el rey Felipe IV y su bufón o Venus y Adonis. Finalmente, aparecen en escena los personajes de El entierro de la sardina, de Goya, que llevan consigo a la representación de Manuel Godoy y la Reina María Luisa de Parma, que son acusados de traición y tiranía, juzgados, declarados culpables y ejecutados.

## Representaciones destacadas
- Teatro Belli, Roma, 2 de marzo de 1973. Estreno Mundial.
  - Dirección: Lino Britto y José Lifante.

- Teatro María Guerrero, Madrid, 29 de noviembre de 1978.
  - Dirección: Ricard Salvat.
  - Intérpretes: Juan Diego, Francisco Merino, Antonio Canal, Julián Navarro, Carmen Maura, Tina Sáinz, Maite Blasco, Charo Soriano.

- Teatro de Madrid, 2003.
  - Dirección: Ricard Salvat.
  - Intérpretes: Vicente Gisbert, Pablo Rojas, Luisa Armenteros, Yolanda de Diego, Alicia Gil, Luisa Gavasa.